# روش افنا
روش اِفْنا (مأخوذ از واژه عربی إِفْناء) (به انگلیسی: method of exhaustion) روشی برای یافتن مساحت یک شکل با محاط کردن دنباله‌ای از چندضلعی‌ها در آن است به گونه‌ای که مساحت آن چندضلعی‌ها به سمت مساحت شکل مورد نظر همگرا شود. اگر دنباله به درستی ساخته شده باشد، با افزایش n، تفاضل مساحت چندضلعی nام و شکل مورد نظر به اندازهٔ دلخواه کوچک خواهد شد. همان‌طور که این تفاضل به اندازهٔ دلخواه کوچک می‌شود، مقادیر احتمالی برای مساحت شکل مورد نظر توسط کران پایین دنبالهٔ مساحت‌ها به نحوی سازمان‌یافته «اِفنا می‌شوند». این ایده از آنتیفون در قرن پنجم پیش از میلاد نشئت می‌گیرد اما کاملاً مشخص نیست که او به چه میزان درک درستی از این روش داشته‌است. چند قرن بعد، اودوکسوس کنیدوسی تئوری این ایده را به طرزی دقیق بیان کرد. گریگوری د سینت-وینسنت در سال ۱۶۴۷ برای اولین بار در کتاب Opus geometricum quadraturae circuli et sectionum از اصطلاح «اِفنا» استفاده کرد.
روش افنا (Method of exhaustion) روشی در ریاضیات برای محاسبه مساحت یا حجم یک شکل هندسی با استفاده از محاط کردن دنباله‌ای از اشکال ساده‌تر در آن است. این روش به تدریج با افزایش تعداد اشکال ساده‌تر، مساحت یا حجم شکل اصلی را «افنا» می‌کند. به عبارت دیگر، با نزدیک شدن مساحت یا حجم اشکال محاط شده به مساحت یا حجم شکل اصلی، مساحت یا حجم شکل اصلی به دست می‌آید

## تاریخچه

### ارشمیدس
مساحت دایره بر اساس محیط و شعاع آن تعیین می‌شود.
اگر یک دایرهٔ مفروض به چهار قطاع مساوی تقسیم شود:
و به صورت زیر کنار هم چیده شود:
مشاهده می‌شود که شکل حاصل نامتعارف است. اما اگر دایرهٔ مفروض به قطاع‌های بیشتری تقسیم شود و همین روند ادامه یابد، مشاهده می‌شود که شکل به دست آمده به متوازی‌الاضلاع نزدیک می‌شود. به عنوان نمونه در مرحله‌ای که دایره مفروض به هشت قطاع مساوی تقسیم می‌شود، حاصل شکل زیر خواهد بود (که به متوازی‌الاضلاع نزدیک تر است):
اگر فرض را بر این باشد که دایره به تعداد بی‌شمار قطاع مساوی مساوی تقسیم شده‌است، آن گاه شکل حاصل متوازی‌الاضلاعی خواهد بود که به مستطیل خیلی نزدیک است.
با دانستن اینکه مساحت این متوازی‌الاضلاع با دایرهٔ مفروض برابر است، با ضرب کردن ارتفاع متوازی‌الاضلاع (که همان شعاع دایره است) در ضلع بزرگ متوازی‌الاضلاع مساحت دایره به دست می‌آید. قابل توجه است که اضلاع بزرگ متوازی‌الاضلاع همان کمان‌های نظیر قطاع‌ها را تشکیل می‌دهند؛ پس می‌شود گفت که هر ضلع بزرگ متوازی‌الاضلاع برابر با نصف محیط دایرهٔ مفروض خواهد بود؛ یعنی اندازهٔ آن {\displaystyle {\tfrac {C}{2}}={\tfrac {2\pi r}{2}}=\pi r} خواهد بود. اندازهٔ ضلع کوچک متوازی‌الاضلاع هم که {\displaystyle r} (شعاع دایره) است، پس مساحت دایره {\displaystyle A=r\times \pi r=\pi r^{2}} خواهد بود.
وی روش افنا را تا 96 ضلعی انجام داد.